# Nguyễn Xuân Phúc
Nguyễn Xuân Phúc (Quảng Nam, 20 juli 1954) is een Vietnamees politicus. Van april 2021 tot januari 2023 was hij de president van Vietnam. Daarvoor was hij premier van het land.

## Biografie
Nguyễn Xuân Phúc studeerde economisch management in Hanoi en trad in 1983 toe tot de Communistische Partij van Vietnam. Hij bekleedde diverse posten binnen de partij en zag daarmee zijn status door de jaren heen stijgen. Tussen 2011 en 2016 was hij vicepremier onder het premierschap van Nguyễn Tấn Dũng en in april 2016 werd hij benoemd tot diens opvolger. Als premier van Vietnam diende hij één termijn van vijf jaar. In april 2021 werd Phúc aangesteld als president, als opvolger van Nguyễn Phú Trọng.
Begin 2023 werd president Phúc ernstig in verlegenheid gebracht toen bleek dat hij tijdens zijn premierschap te weinig zou hebben gedaan tegen corruptie en andere misdragingen van bewindslieden. Hoewel hij niet zelf van deze feiten werd beschuldigd, werd hij er wel verantwoordelijk voor gehouden. Met het aanbieden van zijn ontslag kwam op 18 januari 2023 een einde aan zijn presidentschap.